# Biegunka tłuszczowa
Biegunka tłuszczowa (łac. steatorrhoea, ang. steatorrhea) – objaw chorobowy, rodzaj biegunki związany z upośledzeniem trawienia bądź wchłaniania tłuszczów w przewodzie pokarmowym.
W tym typie biegunki zwiększa się ilość tłuszczów w kale. Stolce mają bardzo nieprzyjemny zapach, o gnilnym charakterze. Powierzchnia stolca jest błyszcząca. Ze względu na to, że kał jest tłusty, trudno go spłukać wodą z powierzchni, na której się znajduje.
Zawartość tłuszczów w kale ocenia się różnymi, nie zawsze skutecznymi metodami, między innymi wykonując 72-godzinną zbiórkę kału w celu oceny średniego dobowego wydalania w nim tłuszczu, barwienia kału roztworem sudanu, co pozwala na uwidocznienie tłuszczu pod mikroskopem, testów oddechowych z użyciem izotopu węgla 14C, spektroskopii rezonansu magnetycznego.

## Przyczyny biegunki tłuszczowej

### Niewydolność zewnątrzwydzielnicza trzustki
Najczęstszą przyczyną zaburzeń wydzielania enzymów trzustkowych biorących udział w trawieniu tłuszczów (lipaza, fosfolipaza A2, esteraza cholesterolowa) jest przewlekłe zapalenie trzustki. Ponadto upośledzenie wydzielania enzymów może być związane z rakiem trzustki, mukowiscydozą, występuje też u chorych po pankreatektomii, czyli po zabiegu usunięcia tkanki trzustkowej. Biegunka tłuszczowa pojawia się dopiero przy uszkodzeniu ponad 90% miąższu trzustki.

### Choroby wątroby związane z cholestazą
Cholestaza to stan, w którym dochodzi do zaburzeń wydzielania żółci do dróg żółciowych, co wiąże się ze zmniejszeniem ilości kwasów żółciowych w dwunastnicy, gdzie ich obecność jest niezbędna w procesie trawienia i wchłaniania tłuszczów.

### Zaburzenia wchłaniania kwasów żółciowych w jelicie krętym
Kwasy żółciowe, wydalane z żółcią do dwunastnicy, w końcowym odcinku jelita krętego (łac. ileum terminale) wchłaniane są ponownie w postaci soli kwasów żółciowych. Z jelita przechodzą one do krwi krążenia wrotnego, skąd trafiają do wątroby i są po raz kolejny wydalane do żółci. W sytuacji uszkodzenia końcowego odcinka jelita krętego, na przykład po jego operacyjnym usunięciu lub w chorobie Crohna, w związku z zaburzeniem wchłaniania kwasów żółciowych z jelita do krwi, dochodzi do kompensacyjnego zwiększenia ich produkcji w wątrobie. W momencie gdy ta produkcja jest niewystarczająca, zmniejszeniu ulega ilość wydalanych do dwunastnicy kwasów żółciowych, co w konsekwencji zaburza wchłanianie tłuszczów z przewodu pokarmowego i powoduje pojawienie się biegunki tłuszczowej.

### Zespół rozrostu bakteryjnego
W zespole rozrostu bakteryjnego dochodzi do nadmiernego rozplemu flory bakteryjnej w jelicie czczym związanego z wadami anatomicznymi lub zaburzeniami motoryki jelit, przebytymi operacjami przewodu pokarmowego, stanami upośledzenia odporności. Zbyt duża liczba bakterii w jelicie czczym wywołuje rozpad cząsteczek soli kwasów żółciowych, a przez to zaburza ich ponowne wchłanianie w jelicie krętym – kwasy żółciowe, by mogły ulec ponownemu wchłonięciu, muszą być w postaci soli. Ten stan skutkuje zaburzeniem wchłaniania tłuszczów w mechanizmie podobnym jak w uszkodzeniu końcowego odcinka jelita krętego.

### Celiakia
W celiakii dochodzi do uszkodzenia błony śluzowej jelita cienkiego wywołanego nieprawidłową reakcją układu immunologicznego spowodowaną nadwrażliwością na gluten i prowadzącą do niszczenia kosmków jelitowych. Uszkodzenie błony śluzowej jelita cienkiego może między innymi prowadzić do zaburzenia wchłaniania tłuszczów i biegunki tłuszczowej.

### Sprue tropikalna
Sprue tropikalna jest rzadką chorobą występującą w rejonach tropikalnych o niejasnej etiologii. Biegunka tłuszczowa występuje w przewlekłej fazie tej choroby i związana jest z uszkodzeniem błony śluzowej całego jelita cienkiego.

### Choroba Whipple’a
W rzadkiej chorobie Whipple’a wywołanej przez bakterię Tropheryma whipplei biegunka tłuszczowa pojawia się w zaawansowanym, uogólnionym stadium. W schorzeniu tym dochodzi między innymi do nacieku błony śluzowej jelita cienkiego przez PAS-dodatnie makrofagi i w konsekwencji do jej uszkodzenia powodującego zaburzenie wchłaniania tłuszczów. Ponadto choroba atakuje węzły chłonne krezki jelitowej i powoduje zaburzenie odpływu chłonki z jelit.
Utrudniony odpływ chłonki z jelit prowadzi do kolejnego mechanizmu zaburzenia wchłaniania tłuszczów. W prawidłowym jelicie kwasy tłuszczowe powstałe w wyniku trawienia tłuszczów wchłaniane są do enterocytów budujących nabłonek jelita i po połączeniu z glicerolem tworzą cząsteczki triglicerydów. Triglicerydy z kolei wchodzą w skład chylomikronów, które przenikają do chłonki i docierają następnie do krwi. Zaburzenie odpływu chłonki, jej zastój w układzie chłonnym jelit i będąca tego skutkiem utrata do światła przewodu pokarmowego, prowadzi do utrudnienia wchłaniania tłuszczów i może być przyczyną biegunki tłuszczowej. Do takiego stanu dochodzi w chorobie Whipple’a i innych zaburzeniach określanych wspólnie jako enteropatia z utratą białek.

### Enteropatia z utratą białek
Enteropatia z utratą białek to zespół objawów wywołany przez wiele różnych zaburzeń. W zaburzeniach z tej grupy dochodzi do utraty białek osocza krwi do światła jelita na skutek uszkodzenia naczyń chłonnych prowadzącego do zastoju chłonki albo wysięku związanego z procesem zapalnym obejmującym ścianę jelita. W przypadku zaburzeń prowadzących do zastoju chłonki (między innymi: wrodzona naczyniakowatość limfatyczna jelit, nowotwory, gruźlica, sarkoidoza, chemioterapia albo radioterapia, zaciskające zapalenie osierdzia, niewydolność prawej komory serca, marskość wątroby, choroba Whipple’a) dochodzi następnie do jej przedostawania się do światła jelita, co powoduje nie tylko utratę białek, ale również chylomikronów transportujących triglicerydy.

### Abetalipoproteinemia
U osób chorych na abetalipoproteinemię nie dochodzi do wytworzenia apolipoproteiny B, białka koniecznego do produkcji chylomikronów. Całkowity brak chylomikronów występujący w tej chorobie zaburza transport triglicerydów z enterocytów do chłonki i w ten sposób upośledza wchłanianie tłuszczów z jelita.

### Zespół Zollingera-Ellisona
W zespole Zollingera-Ellisona, wywołanym przez guz nowotworowy produkujący gastrynę (gastrinoma), wyróżnia się trzy przyczyny biegunki tłuszczowej:
- upośledzenie trawienia tłuszczów związane z zablokowaniem czynności enzymów trzustkowych
- upośledzenie procesu emulsyfikacji tłuszczów
- uszkodzenie błony śluzowej jelita

Wszystkie te zaburzenia spowodowane są przez wydzielany w nadmiarze kwas solny zawarty w soku żołądkowym, co związane jest z pobudzeniem wydzielania tego kwasu przez produkowaną w komórkach guza gastrynę.

### Inne przyczyny
- niedobór enterokinazy u niemowląt – biegunka tłuszczowa jest wtórna do uszkodzenia błony śluzowej jelita i niewydolności zewnątrzwydzielniczej trzustki[11]
- terapia oktreotydem[12]
- niektóre guzy neuroendokrynne przewodu pokarmowego produkujące somatostatynę (somatostatinoma)[13]